# История Херсона

## Древняя история
Территория современного Херсона была обитаема с древнейших времён. Погребения, обнаруженные на площади Свободы и в районе Днепровского района города, а также найденные в разных местах мотыга из рога оленя и каменные топоры, свидетельствуют о пребывании здесь человека в эпоху бронзы и меди (III—II тысячелетия до н. э.). Скифское погребение IV—III вв. до н. э. выявлено на территории бывшей Херсонской крепости. Остатки двух погребений сарматского времени (II в. до н. э.— IV в.) обнаружены на Кременчугской улице. Римские монеты II в. — в районе Военного и на Карантинном острове. Остатки поселения периода Киевской Руси открыты вблизи города, на Большом Потемкинском острове. Найдена также половецкая каменная скульптура XI—XIII вв.

## Основание города
В годы правления Екатерины II Россия продолжила борьбу, начатую ещё Петром I, за безопасность своих южных границ и обеспечение выхода к Чёрному морю. Русско-турецкая война 1768—1774 годов завершилась победой русской армии. Кючук-Кайнарджийский мирный договор между Российской и Османской империями, подписанный 10 (21) июля 1774 года, начал процесс присоединения к Российской империи территории Северного Причерноморья. Однако заключённый договор был крайне невыгоден Турции и поэтому не гарантировал мирного добрососедства между сторонами его подписавшими. Война была неизбежна, а сил российской Азовской военной флотилии для победы в таком противостоянии было недостаточно. Вопрос о создании на Чёрном море мощного российского линейного флота приобретал особо острый характер. Фактически речь шла о строительстве современного военного порта и нового адмиралтейства: верфи, мастерских, складов для строительства, снаряжения и ремонта военных кораблей. Первым шагом предстояло выбрать район для реализации этого масштабного проекта и по сути место будущего нового города, пока не имеющего названия.

Малые глубины Таганрогского залива, мелководность Дона и его притоков, где находились существующие верфи, строившие суда для Азовской флотилии, затрудняли постройку крупных боевых кораблей. С 1774 года, сразу после окончания войны с Турцией, Российская адмиралтейств-коллегия приступила к поиску новой гавани и места для верфи. Впрочем, район выбора был предопределён последними историческими событиями: в числе приобретений, сделанных Россией от Турции по Кючук-Кайнарджскому договору, были и земли в районе устьев Днепра и Днепровско-Бугского лимана. Эти места привлекали и относительной простотой доставки кораблестроительных материалов из лесных массивов, расположенных по Днепру и его притокам.
Осенью 1774 года командующий Азовской флотилией вице-адмирал А. Н. Сенявин направил для исследования Днепровско-Бугского лимана лейтенанта П. В. Пустошкина. Его результаты оказались неутешительными: глубины лимана оказались небольшими. Через год, осенью 1775 года, изыскательные работы в лимане и окрестностях Кинбурна провёл сам А. Н. Сенявин. Их результат стал более положительным и для новой гавани Сенявин выбрал урочище Глубокая Пристань, расположенное на северном берегу лимана, примерно в 10 км от устья Днепра, восточнее мыса Станислав. А вот для верфи Сенявин предлагал выбрать место на правом берегу Днепра в 30 км от его впадения в лиман в районе остатков земляной крепости Александр-шанц или выше по течению. На основании рапорта, поданного вице-адмиралом Сенявиным, Екатерина II 11 (22) декабря 1775 года подписала и направила Адмиралтейской коллегии именной указ «О построении гавани и верфи на Днепровском Лимане при урочище, называемом Глубокая Пристань». Документ устанавливал общие очертания желаемого ядра Черноморского флота России — 20 «военных больших судов», содержал указания по строительству и задавал Адмиралтейской коллегии разработку подробного проекта о военном судостроении на Днепре. Однако этот указ не давал однозначного ответа о конкретном месте строительства будущего города.
20 (31) января 1776 года для уточнения проекта строительства судоверфи на Днепре и места её расположения на юг был направлен корабельный мастер В. А. Селянинов с двумя штурманскими партиями. Летом он пришёл к тому же неутешительному выводу о возможности строить на лимане только фрегаты, а если строить корабли, то выводить их за мыс Станислав без вооружения и там, на большей глубине, догружать.
В декабре 1776 года Адмиралтейств-коллегия обратилась к Екатерине II с просьбой утвердить кандидатуру члена коллегии генерал-контролера Софрона Борисовича Шубина, для руководства работами на лимане, которая и была одобрена Екатериной II. Шубину ставилась задача построить военный порт и адмиралтейство на лимане в районе Глубокой Пристани, а также соорудить временную верфь для постройки нескольких 60-пушечных кораблей. Место для верфи разрешалось выбрать по своему усмотрению — либо на правом берегу Днепра, у реки Таганки, в 70 верстах от Глубокой Пристани, либо у Александр-шанца. В январе 1777 года Шубин послан на днепровский лиман, и после дополнительных изысканий он для временной верфи избрал участок берега у Александр-шанца, предпочтя его близость к лиману и наличие укреплений с армейским гарнизоном.
31 мая (11 июня) 1778 года рескриптом Екатерины II намеченное строительство верфи отдавалось на попечение новороссийского генерал-губернатора князя Г. А. Потёмкина. И в своей переписке с Потёмкиным, и в последующем указе от 18 (29) июня 1778 года Екатерина II не указывала место строительства будущего города. Решение вопроса о местоположении адмиралтейства, верфи и нового города Екатерина II предоставила заинтересованным сторонам: Адмиралтейств-коллегии и князю Потемкину. Однако императрица определила, что независимо от того, где это место будет избрано, оно должно именоваться городом Херсоном:

Известно вам предложение Наши о заведении для Черного моря гавани и верфи, о коем надлижащия изобретения и планы учинить поручено было от Нас Адмиралтейской Нашей Коллегии, желаем, чтобы вы, с Нашей Адмиралтейской Коллегии Вице-Президентом Графом Чернышовым постановили о месте к сему удобном назначивая оное по соображению выгод морских и сухопутных, хотя бы оное выше или же и на Днепре было, а потом приступили и к распоряжению о строениях.
Место сие повелеваем наименовать Херсоном
— Указ от 18 июня 1778 "О назначении места для заведения на Лимане гавани и верфи, и о наименовании онаго Херсоном"
Исполняя указания императрицы Потёмкин немедленно занялся избранием места для порта и верфи и вскоре определил его в нижнем течении Днепра в районе Александр-шанца. Екатерина II своим указом от 29 июля (11 августа) 1778 года окончательно закрепила строительство «новозаводимаго города Херсона с надлежащими укреплениями и в оном верфи и адмиралтейства» именно на Днепре при урочище Александр-шанце. Непосредственное руководство строительством, включая возведение крепости, этим же указом императрица возложила на крестника Петра I флота генерал-цейхместера генерал-поручика И. А. Ганнибала. Перед Ганнибалом была поставлена задача до наступления осени выполнить все земляные работы. Для вооружения будущей крепости отправлены 200 орудий, а в близлежащем «губернском городе Кременчуг учреждены оружейный и литейный заводы». В помощь Ганнибалу были присланы инженер-полковник Александр Лаврентьевич Соколов и Кабардинского пехотного полка подполковник И. И. Герман. По рекомендации Екатерины II Потёмкин 15 (26) августа 1778 назначил Соколова комендантом строящейся крепости.
Позже руководство строительством города исполнял инженер-полковник Н. И. Корсаков, который руководил 39 различным видами работ. Строили Херсон матросы, солдаты, казённые и вольные рабочие из разных городов России.

## В составе Российской империи
В 1784 из Крепости Святой Елисаветы в Херсон перевезли всю артиллерию. По окончании русско-турецкой войны 1787—1791 годов, по Ясскому мирному договору, к России отходило побережье Чёрного моря от Южного Буга до Днестра.

Херсон утратил значение важной пограничной крепости после сооружения Николаева (1789), куда было переведено адмиралтейство, почти всё население города переехало в новый город. Херсон стал обычным уездным городом.
В Херсоне начиналось строительство Черноморского флота. В 1783 году в Херсон из Петербурга прибыл капитан второго ранга Ф. Ф. Ушаков, чтобы ускорить строительство кораблей. За свою самоотверженную деятельность он был награждён орденом Святого Владимира IV степени. В сентябре 1783 года со стапелей адмиралтейской верфи был спущен на воду первый большой 66-пушечный корабль «Слава Екатерины».
В конце XVIII века Херсон сыграл важную роль в развитии внутренних и внешних экономических связей России. Через Херсонский порт осуществлялась торговля с Францией, Италией, Испанией и другими странами Европы. Во время путешествия по югу Малороссии императрицы Екатерины II херсонской крепостью были удивлены даже иностранцы.
На херсонской земле встретились А. В. Суворов (сохранился дом, где он жил и работал) и И. М. Дерибас, будущий адмирал. Испанец по национальности, он не одно десятилетие прожил в России, принимал участие в русско-турецкой войне 1787—1792 годов. После основания Херсона был приставлен к штабу Г. А. Потёмкина. Здесь Дерибас предложил свой проект укрепления российского флота. Генерал-губернатор одобрил его и назначил Дерибаса командующим Херсонскими десантными войсками. И. М. Дерибас был близок с Ф. Ф. Ушаковым, с которым также познакомился в Херсоне.
В 1803 году Херсон снова получил получил статус губернского центра. В городе развивалось судостроение, вырастали предприятия по переработке сельскохозяйственной продукции.
В 1813 году основано первое уездное училище — казённое начальное заведение, через два года — губернская мужская гимназия.
В 1834 году открыто училище торгового мореплавания, а земское сельскохозяйственное училище — через сорок лет. Во второй половине XIX века построены театр, библиотека, созданы археологические и природоведческие музеи. Вскоре было открыто движение по железной дороге, связавшей Николаев и Херсон.
В 1831 году купеческие верфи стали единой государственной верфью, где за период с 1833 до 1843 года было сооружено 187 судов. Порт располагал большим парусным и паровым флотом. В 1847 году установилось частное пароходное сообщение между Херсоном и Одессой. В городе возникла первая казённая суконная мануфактура, кожевенные салотопные заводы, ветряные мельницы, лесопильный завод. В 1853 году на берегу Днепра основана крупная механическая мастерская.
После 1861 года наметился значительный экономический рост. После углубления дна в русле Днепра Херсон снова получил значение важного морского порта. В начале XX века десятки миллионов пудов хлеба вывозились отсюда в Европу.
По данным переписи 1897 года, Херсон, входя в состав преимущественно украиноязычного Херсонского уезда, являлся городом, где относительно преобладал русский (в переписи — «великорусский») язык: его из 59 076 жителей города родным назвали 27 902 человек (47,23 % населения), идиш («еврейский») — 17 162 (29,05 %), украинский («малорусский») — 11 591 (19,62 %), польский — 1 021 (1,73 %), другие языки — 1 400 (2,37 %).
Промышленные предприятия поставляли продукты питания, лёгкой промышленности, судостроения, сельскохозяйственного машиностроения, лесообработки. В 1907 году железнодорожная линия соединила Херсон с крупными городами страны, а в 1908 году дала ток первая городская электростанция.

## Революционные времена
В начале марта 1917 года в город пришла весть о свержении самодержавия в Петрограде. В городе был создан временный рабочий комитет, который в своём воззвании писал, что «ставит своей задачей быть на страже политических и экономических требований пролетариата». 7 марта был избран Херсонский Совет рабочих депутатов, большинство в котором получили партии эсеров и меньшевиков. От большевиков в Совет вошло всего пять представителей, тем не менее, первым председателем Совета рабочих депутатов стал участник революции 1905—1907 годов большевик И. Ф. Сорокин, работавший слесарем на заводе Гуревича.
В период с марта 1917 года по апрель 1920 года власть в городе неоднократно менялась — город побывал под контролем австро-германских войск, гетмана П. П. Скоропадского, Директории УНР, войск Антанты, армии А. И. Деникина и, наконец, 4 февраля 1920 года в нём окончательно была установлена Советская власть.
В 1922 году на агитпоезде «Октябрьская революция» в город приехали председатель Всероссийского ЦИК М. И. Калинин и председатель Всеукраинского ЦИК Г. И. Петровский. Они побывали в детских домах, рабочих кварталах, выступили на общегородском митинге и собрании партийного актива. Посланцы В. И. Ленина приняли меры по оказанию продовольственной помощи населению города.
С окончанием Гражданской войны в Херсоне началась работа по восстановлению промышленности и хозяйства города. В марте 1923 года Херсон стал центром Херсонского округа. До июня 1925 года, до ликвидации губерний он входил в состав Одесской губернии.
Всего за двадцать лет Советской власти в прошлом административно чиновничий, торгово-ремесленный город превратился в крупный центр судостроения, сельскохозяйственного машиностроения, консервной промышленности, развитой социалистической культуры. За эти годы были выстроены электромашиностроительный завод, кондитерская фабрика, консервный завод, хлопкоперерабатывающий завод, закончено строительство элеватора — одного из крупнейших в стране в то время.
В годы первых пятилеток в Херсоне выросли корпуса завода им. В. В. Куйбышева (1930), где ремонтировались и строились рыболовецкие сейнеры.
В годы Голодомора в Херсоне погибло 6330 жителей , а в годы Большого террора 2000 .
В 1939 году на судобетонверфи впервые в мировой практике были спущены на воду два железобетонных дока большой грузоподъёмности. Вступила в строй первая очередь нефтеперерабатывающего завода им. Серго Орджоникидзе.

## Во времена Великой Отечественной войны
С началом Великой Отечественной войны многие предприятия были эвакуированы на восток. Тысячи людей ежедневно выходили на строительство укреплений вокруг города. Был создан городской истребительный батальон, формировались отряды народного ополчения. Горожане отдавали свои сбережения в Фонд обороны (только 22 июля в него было внесено 22 000 рублей).
С приближением врага к городу началась эвакуация. Вместе с оборудованием своих предприятий в глубокий тыл отправлялись квалифицированный персонал чтобы на новом месте быстро наладить выпуск нужной стране продукции. Впоследствии многие из них за самоотверженный труд в тылу были награждены орденами и медалями.
Обороняли Херсон части 51-й стрелковой дивизии и моряки Дунайской военной флотилии. Оборона города продолжалась с 15 по 18 августа 1941 года. 19 августа 1941 года фашистские захватчики оккупировали Херсон.
Террором, репрессиями и угрозами фашистские власти пытались сломить сопротивление советских людей. «Новый порядок» обязывал людей зарегистрироваться на бирже труда. За неявку грозило судебное заключение. В конце 1942 года — в январе-феврале 1943 года члены подпольной группы «Центр» начали подготовку к массовому вооружённому восстанию против оккупантов. Фашистской контрразведке удалось напасть на след подпольщиков. Начались массовые аресты.
13 марта 1944 года в ходе Березнеговато-Снигирёвской наступательной операции Херсон был освобождён войсками 28-й армии: 49-й гвардейской стрелковой дивизией под командованием полковника В. Ф. Маргелова, 295-й стрелковой дивизией под командованием полковника В. П. Дорофеева, при содействии 10-го гвардейского стрелкового корпуса и 2-го гвардейского механизированного корпуса. Вечером того же дня в 22:00 Москва салютовала 20 артиллерийскими залпами из 224 орудий доблестным войскам, овладевшим городом. Соединения и части, отличившиеся в боях за освобождение города, получили наименование «Херсонских». А командиры дивизий Маргелов и Дорофеев были удостоены высокого звания Героев Советского Союза.

В 1967 году в городе создан мемориальный комплекс — Парк Славы, посвящённый освобождению Херсона в годы Великой Отечественной войны. Комплекс включает ионическую колонну и скульптуру Славы, возведённые на могиле Неизвестного солдата, памятник «Воинам освободителям от благодарных херсонцев» в виде танка «Т-34-85», мемориальные списки погибших при освобождении города советских солдат и офицеров.
- Бои за освобождение Херсона, 3-й Украинский фронт, 1944
- Советские пехотинцы и кавалеристы переправляются в Херсон, март 1944
- Монумент Победы в Херсоне

## Послевоенные годы
В послевоенные годы Херсон превратился в крупный промышленный, сельскохозяйственный и культурный центр на юге Украины. Отраслевое формирование промышленности города, в целом, закончилось в 50-е годы XX века, когда заработали производственные мощности судостроительного завода, заводов им. Петровского, нефтеперерабатывающего, хлопчатобумажного комбината. В 1957 году было восстановлено движение по железной дороге Херсон — Николаев. Наладилось авиационное сообщение Херсона с районами области.
В 1985 году 73-м мостостроительным трестом был построен Антоновский мост.
В 1978 году Херсон был награждён Орденом Трудового Красного Знамени за «заслуги трудящихся города в революционном движении, активное участие в борьбе с немецко-фашистскими захватчиками в годы Великой Отечественной войны, успехи, достигнутые в хозяйственном и культурном строительстве и в связи с 200-летием».

## Настоящее время
Современный Херсон — административный, индустриальный и культурный центр Херсонской области, крупный промышленный центр юга Украины. Херсон делится на три административных района. Суворовский — главный район города. Днепровский — индустриальный район. Корабельный (бывший Комсомольский) — главный промышленный район города.
Область насчитывает девять городов, в том числе три города областного значения, тридцать сёл городского типа и 658 сельских населённых пунктов. Область состоит из восемнадцати районов. Близ Алёшек находится крупнейший песчаный массив в Европе — Алёшковские пески. Начиная с 2004 года население города интенсивно снижалось и только в недавнее время оно стало увеличиваться с небольшой скоростью. Также в последнее время увеличивается грузооборот Херсонского морского порта.
Со 2 марта до 11 ноября 2022 года Херсон был оккупирован российской армией в ходе  вторжения в Украину. Была сформирована оккупационная администрация. Платежи стали переводиться с гривен на рубли.
Также во время оккупации правобережной части Херсонской области Россия подвергала город насильственной русификации и принимала меры для искоренения в нём украинского языка: оккупационными властями в Херсоне уничтожалась украиноязычная литература и массово распространялись листовки и билборды, гласящие, что «русские и украинцы — один народ, единое целое». В школах преподавали только на русском.
С 23 по 27 сентября 2022 года в оккупированных Россией частях Херсонской, Запорожской, Луганской и Донецкой областей прошли фиктивные референдумы, после проведения которых Россия объявила об аннексии четырёх областей Украины. Вследствие украинского наступления в Херсонской области 9 ноября было объявлено, что российские войска оставляют Херсон. 11 ноября город был освобождён Вооружёнными силами Украины. 14 ноября в город приезжал президент Украины Владимир Зеленский.